# 존 카니 (배우)
존 카니(영어: John Kani, 1942년 8월 30일 ~ )는 남아프리카 공화국의 배우이자 극작가이다.
1975년 《시즈웨 밴지는 죽었다》와 《아일랜드》로 토니상 남우주연상을 수상하였다.

## 출연 작품
- 블랙 팬서 - 타차카 국왕 역
- 라이온 킹 - 라피키 역 (목소리)
- 머더 미스터리 2 - 올렝가 대령 역
- 무파사: 라이온 킹 - 라피키 역 (목소리)